# Gertjan Claes
Gertjan Claes (Lier, 30 maart 1985) is een Belgisch voormalig volleyballer.

## Levensloop
Claes begon zijn carrière bij VC Mendo Booischot. Op achttienjarige leeftijd maakte hij de overstap naar het professionele volleybal bij VC Lennik. In het seizoen 2007-2008 had hij de beste service van de Belgische Volleyliga.
In 2010 maakte Claes na zeven seizoenen uit te komen voor VC Lennik een overstap naar het Duitse Moerser SC. Een jaar later keerde hij terug naar VC Lennik. In het seizoen 2012-2013 ging Claes spelen bij Knack Randstad Roeselare. Met deze club werd hij vijfmaal landskampioen en driemaal bekerwinnaar. Ook won hij tweemaal de Supercup. In 2017 ging hij aan de slag bij Lindemans Aalst.
Ook maakte hij deel uit van de Belgische volleybalploeg.
Zijn broer Marijn is eveneens actief in het volleybal.